# Hólyagos habszegfű
A hólyagos habszegfű (Silene vulgaris) Eurázsiában és Észak-Amerikában elterjedt, jellegzetesen felfújt csészéjű szegfűféle vadvirág. Egyéb elnevezései hólyagfű, délcike, sikapár.

## Megjelenése
A hólyagos habszegfű 20–50 cm magas, évelő, lágyszárú, mélyen gyökerező növény. Szára felálló, esetleg kissé elfekvő. Levelei keresztben átellenesek, a száron ülők, szőrtelenek (csak élükön pelyhesek), hullámos szélűek, halványzöld vagy szürkészöld színűek. Alakjuk lándzsás vagy tojásdad.
Június és augusztus között virágzik. Virágzata laza bogernyő. A virág egyivarú (vagy porzós vagy bibés), öt mélyen szelt, fehér sziromlevélből áll; bibéi messze kinyúlnak a szirmok közül. Porzószáma 10. Szirmainál feltűnőbb hólyagszerű, felfújt, zöld, zöldessárga vagy fehéres, hálózatosan recés, 20 főerű csészéje. Az erek sötétebbek az alapszínnél, zöldesek vagy rózsaszín árnyalatúak. A csésze csúcsa ötfogú. A virág átmérője 2–3 cm. Éjjeli lepkék porozzák be, ezért csak este kezd el illatozni. Bőséges nektártartalma miatt méhek is látogatják.
Termése toktermés; fényes halványbarna, belsejében nagyszámú, apró, fekete maggal.

## Elterjedése és termőhelye
Eurázsiai eredetű faj, Európa nagy részén és Ázsia mérsékelt övi tájain honos egészen Japánig. Észak-Amerikába a 19. században behurcolták, ott sokhelyütt gyomnövénynek számít. Magyarországon az egész országban szórványosan előfordul.
Útszéleken, félszáraz gyepekben, gyomtársulásokban fordul elő. Előszeretettel nő meszes, nitrogénben gazdag talajon. Nap- és melegkedvelő. 

## Jelentősége
Levelei és fiatal hajtásai ehetőek, nyersen salátában vagy megfőzve. Megfőzött 5 cm-es hajtásainak íze kissé kesernyés zöldborsóra emlékeztet. Püréként íze a spenótéra hasonlít. Leveleit még a virágzás előtt kell begyűjteni. Magyarország egyes tájain a spenóthoz hasonlóan fogyasztják, a Csallóközben még ma is van olyan falu, ahol a legelőn gyűjtik, majd pénzért árulják. Szaponintartalma miatt nagyobb mennyiségben való fogyasztása nem ajánlott.

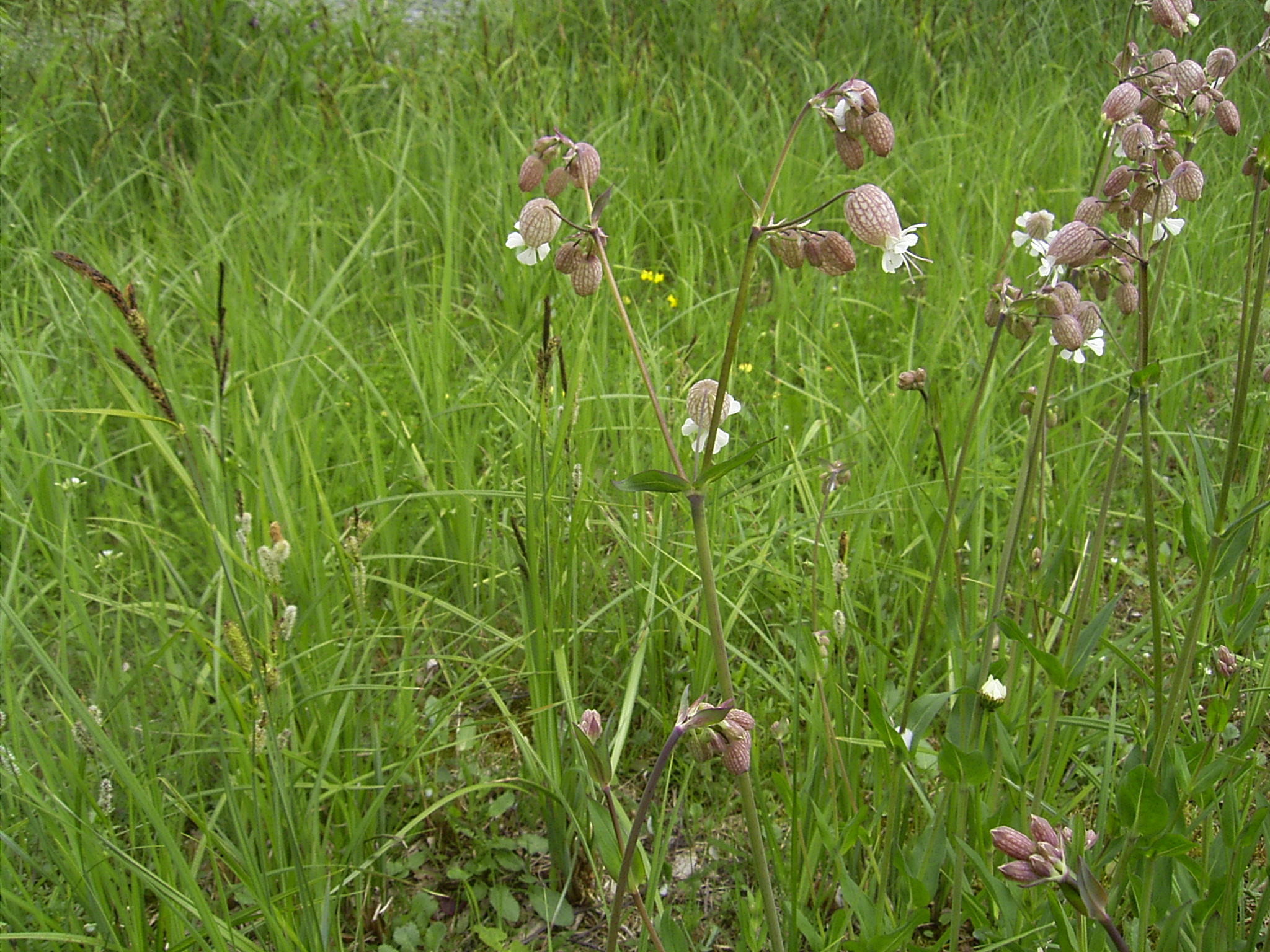
Virágzó növény
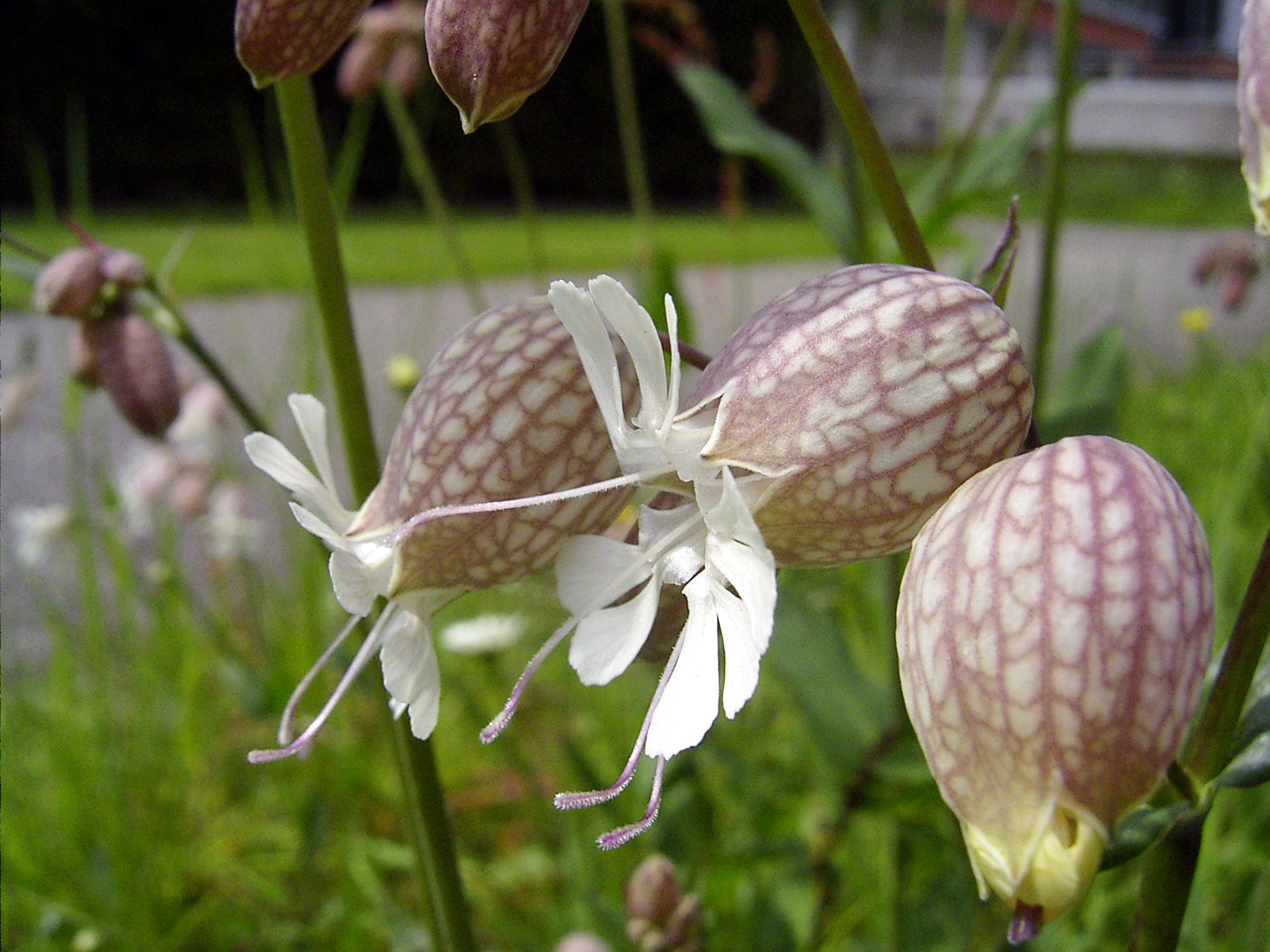
Nőivarú virágai
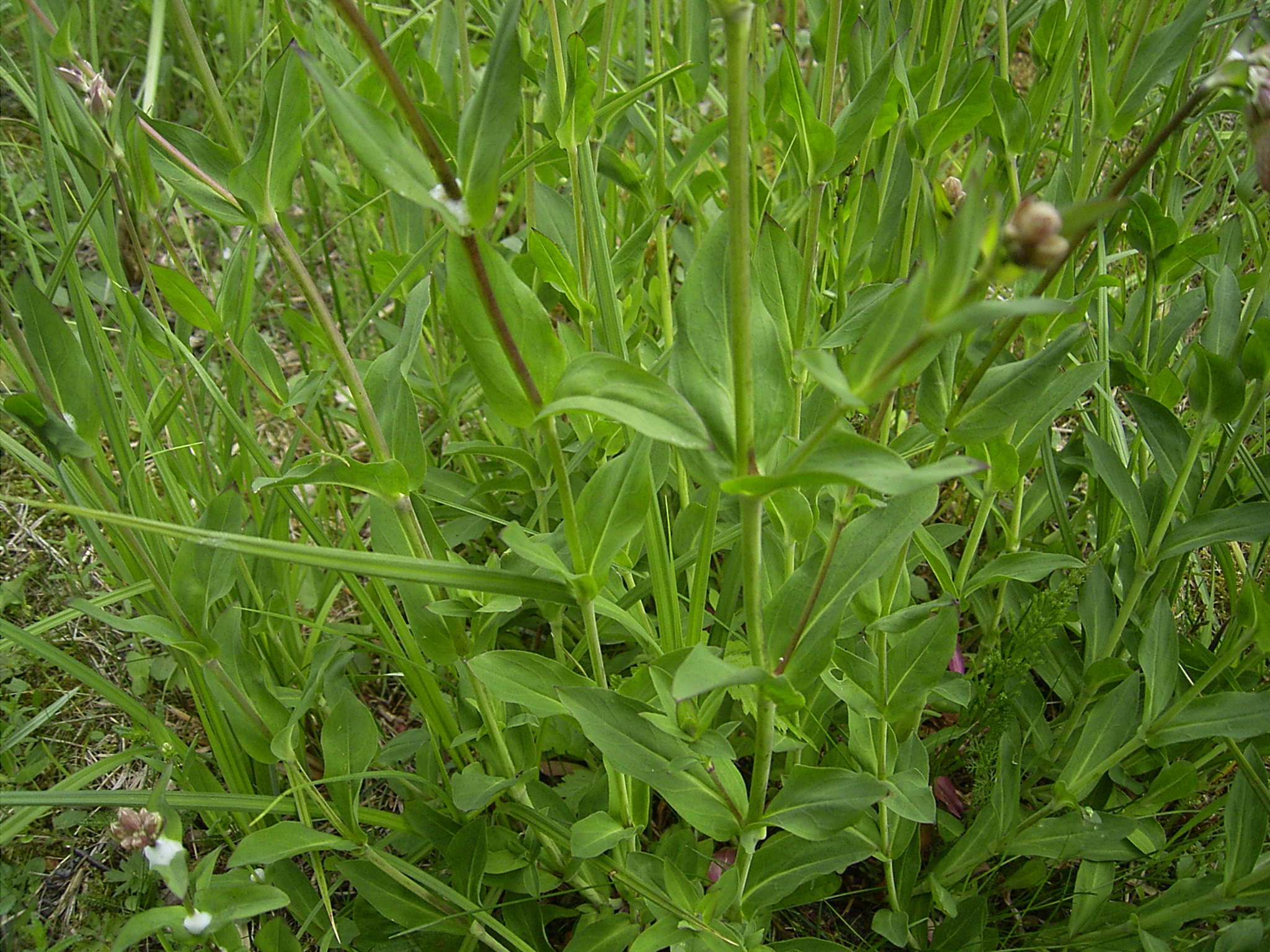
Hajtása
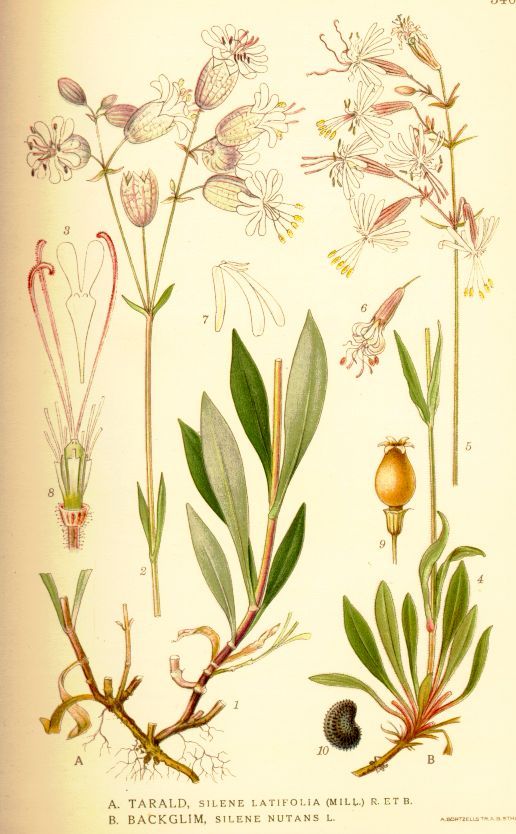
Hólyagos habszegfű (balra) és kónya habszegfű (jobbra)